# Cyclocephala endroedy-youngai
Cyclocephala endroedy-youngai är en skalbaggsart som beskrevs av S. Endrödi 1964. Cyclocephala endroedy-youngai ingår i släktet Cyclocephala och familjen Dynastidae. Inga underarter finns listade i Catalogue of Life.